# Annette O’Toole
Annette O’Toole (ur. 1 kwietnia 1952 w Houston) – amerykańska aktorka, producentka filmowa i autorka tekstów. Odtwórczyni roli Lany Lang w filmie Superman III (1983), Lisy Bridges w serialu telewizyjnym CBS Nash Bridges (1996–1998) i Marthy Kent, matki Clarka Kenta (Tom Welling) w serialu telewizyjnym The CW Tajemnice Smallville (2001–2011).

## Życiorys
Urodziła się w Houston w stanie Teksas jako Dorothy Geraldine (z domu Niland), nauczycielki tańca, i Williama Westa Toole’a. Jej rodzina miała pochodzenie angielskie, irlandzkie, szkockie i czeskie. W wieku trzech lat uczęszczała na lekcje tańca, a potem gdy miała 13 lat zaczęła brać lekcje aktorstwa pod kierunkiem Peggy Feury w Loft Studio w Los Angeles. W 1967 gościła jako tancerka w programie telewizyjnym Danny’ego Kaye’a The Danny Kaye Show, a następnie pojawiła się w sitcomie CBS Moi trzej synowie (My Three Sons, 1967) jako Tina z Fredem MacMurrayem i serialu ABC Rodzina Fisherów (The Fisher Family, 1967) jako Debbie.  
Wystąpiła jako przechodzień w westernie Arthura Penna Mały Wielki Człowiek (1970). Uwagę reżyserów zwróciła na siebie jako Doria – sprytna uczestniczka konkursu piękności Miss Anaheim w komedii Uśmiech (Smile, 1975) u boku Bruce’a Derna, a następnie jako Janet Hays - partnerka gwiazdy koszykówki college’u (Robby Benson) w dramacie sportowym Jeden za jeden (One On One, 1977). W dramacie Franka Piersona Król Cyganów (King of the Gypsies, 1978) była „amerykańską” dziewczyną Cygana (Eric Roberts) walczącego ze swoją rodziną i pochodzeniem. 
W sztuce zrealizowanej dla HBO Próżności (Vanities, 1981) wystąpiła jako Kathy z Meredith Baxter Birney i Shelley Hack. W telewizyjnym dramacie biograficznym Stand by Your Man (1981) zagrała piosenkarkę country Tammy Wynette. Znalazła się w obsadzie horroru Ludzie-koty (1982). W 1983 wystąpiła w Old Globe Theatre w San Diego jako Wyla Lee w sztuce Yankee Wives. Za rolę nastoletniej ukochanej Clarka Kenta (Christopher Reeve) – Lany Lang w komedii fantastycznonaukowej Richarda Lestera Superman III (1983) uzyskała nominację do Nagrody Saturna w kategorii najlepsza aktorka drugoplanowa. Film osiągnął duży sukces finansowy, ale nie spodobał się krytykom. 
Kreacja Rose Fitzgerald Kennedy w miniserialu ABC The Kennedys of Massachusetts (1990) z Caseyem Affleckiem i Williamem Petersenem przyniosła jej nominację do Złotego Globu dla najlepszej aktorki drugoplanowej w serialu, miniserialu lub filmie telewizyjnym. W telewizyjnej adaptacji powieści Danielle Steel Klejnoty (Jewels, 1992) zagrała główną rolę Sarah Thompson Whitfield. W serialu telewizyjnym CBS Nash Bridges (1996–1998) wcieliła się w Lisę Bridges – żonę protagonisty inspektora Nasha Bridgesa (Don Johnson). Z kolei za rolę Marthy Kent, przybranej matki Clarka Kenta (Tom Welling) w serialu telewizyjnym The CW Tajemnice Smallville (2001–2011) była nominowana do Teen Choice Awards (2005) w kategorii wybrane telewizyjne jednostki rodzicielskie z Johnem Schneiderem. 
W 2003 piosenka „A Kiss at the End of the Rainbow” z komedii Koncert dla Irwinga (A Mighty Wind, 2003), którą napisała wspólnie z mężem, zdobyła nominację do Oscara.

## Życie prywatne
8 kwietnia 1983 poślubiła Billa Geisslingera, z którym ma dwie córki – Nell Clarę (ur. 15 grudnia 1983) i Annę (ur. 31 grudnia 1987). Para rozwiodła się w 1993. W 1997 poznała Michaela McKeana, za którego wyszła za mąż 20 marca 1999.

## Filmografia
- 2003: Temptation (III), jako Nora
- od 2001: Tajemnice Smallville, jako Martha Kent
- 2000: Miejsce na Ziemi (Here on Earth), jako Jo Cavanaugh
- 2000–2001: Partnerki (The Huntress), jako Dottie Thorson
- 1998: Final Justice, jako Gwen Saticoy
- 1997: Keeping the Promise, jako Anne Hallowell
- 1996–2001: Nash Bridges, jako Lisa Bridges
- 1996: The Man Next Door, jako Annie Hopkins
- 1995: Mój brat (My Brother's Keeper), jako Joann
- 1995: Gwiazdkowy dar (The Christmas Box), jako Keri Evans
- 1995: Maska zabójcy (Dead by Sunset), jako Cheryl
- 1994: On Hope, jako Hope
- 1994: Andre, jako Starsza Toni (głos)
- 1994: Zbrodnie wyobraźni (Imaginary Crimes), jako Ginny Rucklehaus
- 1993: Kiss of a Killer, jako Kate Wilson
- 1993: Love Matters, jako Julie
- 1993: Zemsta matki (A Mother's Revenge), jako Ellen Wells
- 1992: Klejnoty (Jewels), jako Sarah
- 1991: Kłamstwo białych (White Lie), jako Helen Lester
- 1991: Unpublished Letters, jako Carol
- 1990: Girl of the Limberlost, jako Kate Comstock
- 1990: Kennedys of Massachusetts, jako Rose Fitzgerald
- 1989: Guts and Glory: The Rise and Fall of Oliver North
- 1987: Cross My Heart, jako Kathy
- 1987: Złamane śluby (Broken Vows), jako Fitzpatrick
- 1986: Strong Medicine, jako Jessica Weitz
- 1985: Copacabana, jako Lola LaMarr
- 1985: Bridge to Terabithia, jako Panna Edmunds
- 1985–1989: Alfred Hitchcock Presents
- 1984: Best Legs in the 8th Grade, jako Rachel Blackstone
- 1983: Superman III, jako Lana Lang
- 1982: 48 godzin (48 Hours), jako Elaine
- 1982: Ludzie-koty (Cat People), jako Alice Perrin
- 1981: Vanities
- 1980: Studencka miłość (Foolin' Around), jako Susan
- 1979: Love for Rent, jako Carol Martin
- 1978: Król Cyganów (King of the Gypsies), jako Sharon
- 1977: One On One jako Janet Hays
- 1977: War Between the Tates, jako Wendy Geoghegan
- 1976: Entertainer, jako Bambi
- 1975: Uśmiech (Smile), jako Doria Houston
- 1973: The Girl Most Likely to..., jako Jenny

Producent
- 2003: Temptation (III)

## Nagrody i nominacje
| Rok  | Nagroda            | Kategoria                                                                               | Tytuł                                     | Rezultat  |
| ---- | ------------------ | --------------------------------------------------------------------------------------- | ----------------------------------------- | --------- |
| 1984 | Saturn             | Najlepsza aktorka drugoplanowa                                                          | Superman III (1983)                       | Nominacja |
| 1990 | Primetime Emmy     | Najlepsza aktorka w serialu limitowanym lub filmie                                      | The Kennedys of Massachusetts (1990)      | Nominacja |
| 1991 | Złoty Glob         | Najlepsza aktorka drugoplanowa w serialu, miniserialu lub filmie telewizyjnym           | The Kennedys of Massachusetts (1990)      | Nominacja |
| 2003 | Oscar              | Najlepszą piosenka oryginalna (z Michaelem McKeanem) „A Kiss at the End of the Rainbow” | Koncert dla Irwinga (A Mighty Wind, 2003) | Nominacja |
| 2005 | Teen Choice Awards | Wybrane telewizyjne jednostki rodzicielskie (z Johnem Schneiderem)                      | Tajemnice Smallville (2004)               | Nominacja |